# María José Barragán-Paladines
María José Barragán-Paladines (* 20. Juli 1974 in Quito, Ecuador) ist Biologin und wissenschaftliche Direktorin der Charles Darwin Foundation for the Galapagos Islands (CDF). Seit 2020 ist sie Interim-CEO der Charles Darwin Foundation.

## Werdegang
María José Barragán-Paladines studierte Biologie an der Pontificia Universidad Católica del Ecuador. Von 1998 bis 2001 forschte sie als Marine Science Researcher am CDC-Ecuador. Anschließend war sie bis 2006 Marine Research Division Coordinator bei der Jatun Sacha Foundation. Von 2006 bis 2008 studierte sie Sustainable Resource Management an der Technischen Universität München. Anschließend promovierte sie im Bereich Humangeographie an der Memorial University of Newfoundland in Kanada und forschte dann am Leibniz-Zentrum für Marine Tropenforschung in Bremen.
Seit 2018 ist sie wissenschaftliche Direktorin der Charles Darwin Foundation for the Galapagos Islands (CDF). Seit 2020 ist sie Interim-CEO der Charles Darwin Foundation.

## Forschung
Barragán-Paladines beschäftigt sich mit der nachhaltigen Nutzung und dem Management der Meeresressourcen, speziell in Ecuador und den Galapagos-Inseln.
Die Ernährungs- und Landwirtschaftsorganisation der Vereinten Nationen (FAO) hat 2014 freiwillige, globale Richtlinien für nachhaltige Kleinfischerei veröffentlicht (small-scale fisheries guidelines, SSF). Barragán-Paladines hat die Umsetzung dieser Richtlinien untersucht und die positiven wie negativen Auswirkungen auf die lokalen Fischer und Fischerinnen zusammengefasst. In ihren Publikationen hat sie Aspekte aufgezeigt, die für die angestrebte Nachhaltigkeit in der Kleinfischerei berücksichtigt werden müssen.

## Publikationen
- Viability and Sustainability of Small-Scale Fisheries in Latin America and The Caribbean, verfasst von Silvia Salas, María José Barragán-Paladines und Ratana Chuenpagdee (Springer International Publishing, Cham, 2019, ISBN 978-3-319-76077-3)
- The Small-Scale Fisheries Guidelines: Global Implementation, herausgegeben von Svein Jentoft, Ratana Chuenpagdee, María José Barragán-Paladines und Nicole Franz (Springer International Publishing, Cham, 2017, ISBN 978-3-319-55074-9)